# Kanton Aix-en-Provence-Nord-Est
Kanton Aix-en-Provence-Nord-Est is een voormalig kanton van het Franse departement Bouches-du-Rhône. Het kanton maakte deel uit van het arrondissement Aix-en-Provence. Het werd opgeheven bij decreet van 27 februari 2014, met uitwerking op 22 maart 2015. Met uitzondering van Aix zelf, werden de gemeenten toegevoegd aan het kanton Trets.

## Gemeenten
Het kanton Aix-en-Provence-Nord-Est omvatte de volgende gemeenten:
- Aix-en-Provence (hoofdplaats) ( noordelijk deel )
- Le Tholonet
- Saint-Marc-Jaumegarde
- Vauvenargues
- Venelles